# Cis erinaceus
Cis erinaceus es una especie de coleóptero de la familia Ciidae.

## Distribución geográfica
Habita en Siberia.